# Zijin (socken i Kina)
Zijin (kinesiska: 紫金, 紫金乡, 格布西) är en socken i Kina. Den ligger i den autonoma regionen Tibet, i den sydvästra delen av landet, omkring 170 kilometer sydväst om regionhuvudstaden Lhasa. Antalet invånare är 3 424. Befolkningen består av 1 712 kvinnor och 1 712 män. Barn under 15 år utgör 24,0 %, vuxna 15-64 år 71 %, och äldre över 65 år 4,0 %.
Genomsnittlig årsnederbörd är 686 millimeter. Den regnigaste månaden är juli, med i genomsnitt 176 mm nederbörd, och den torraste är december, med 6 mm nederbörd.